# Всесвітній день боротьби з цукровим діабетом

Логотип Всесвітнього дня боротьби з цукровим діабетом.

Всесвітній день боротьби з цукровим діабетом (іншими офіційними мовами ООН: англ. World Diabetes Day, ісп. Día Mundial de la Diabetes, фр. Journée mondiale du diabète) — це день, який служить нагадуванням всьому прогресивному людству про те, що поширеність захворювання невпинно зростає. Вперше Всесвітній день боротьби з цукровим діабетом був проведений IDF (Міжнародною діабетичною федерацією) і ВООЗ (Всесвітньою організацією охорони здоров'я) 14 листопада 1991 року для координації боротьби з цукровим діабетом у всьому світі. Завдячуючи діяльності IDF Всесвітній день боротьби з цукровим діабетом охоплює мільйони людей по всьому світу і об'єднує діабетичні громади 145 країн з благородною метою підвищення обізнаності про цукровий діабет та його ускладнення. Щорічно встановлюючи певну тему, яка безпосередньо стосується осіб з цукровим діабетом, IDF не прагне сконцентрувати всі зусилля на акції одного дня, а розподіляє активність на цілий рік.
Проводиться щорічно 14 листопада — дата обрана в знак визнання заслуг одного із відкривачів інсуліну Фредеріка Бантинга, який народився 14 листопада 1891 року. Починаючи з 2007 року, відмічається під егідою Організації Об'єднаних Націй. Був проголошений Генеральною Асамблеєю ООН в спеціальній резолюції № A/RES/61/225 від 20 грудня 2006 року.
У резолюції Генеральної Асамблеї країнам-членам ООН пропонується розробити національні програми по боротьбі з цукровим діабетом і доглядом за особами з цією недугою. У цих програмах рекомендовано врахувати цілі розвитку, які сформульовані у Декларації тисячоліття.

## Важливість заходу
Цукровий діабет входить до трійки захворювань, які найчастіше спричиняють інвалідизацію населення та смерті (атеросклероз, рак і цукровий діабет).
За даними ВООЗ, цукровий діабет збільшує смертність в 2-3 рази і скорочує тривалість життя.
Актуальність проблеми зумовлена масштабністю розповсюдження цукрового діабету. Станом на сьогодні у всьому світі зареєстровано близько 200 млн випадків, проте реальна кількість хворих близько у 2 рази більша (не враховані особи з легкою формою, яка не потребує медикаментозного лікування). При цьому захворюваність щорічно збільшується у всіх країнах на 5-7%, а кожні 12-15 років — подвоюється. Як наслідок, катастрофічне зростання кількості хворих набирає характер неінфекційної епідемії.
Цукровий діабет характеризується стійким підвищенням рівня глюкози у крові, може виникнути у будь-якому віці і продовжується протягом всього життя. Чітко прослідковується спадкова схільність, однак реалізація цього ризику залежить від дії багатьох факторів, серед яких лідирують ожиріння та гіподинамія. Розрізняють цукровий діабет 1 типу чи інсулінозалежний і цукровий діабет 2 типу чи інсулінонезалежний. Катастрофічне зростання захворюваності пов'язане з цукровим діабетом 2 типу, частка якого становить понад 85% всіх випадків.
11 січня 1922 року Бантинг і Бест вперше зробили ін'єкцію інсуліну підлітку, який мав цукровий діабет — розпочалась ера інсулінотерапії — відкриття інсуліну було значним досягненням медицини XX століття і було удостоєне Нобелівської премії в 1923 році.
У жовтні 1989 року була прийнята Сент-Вінсентська декларація щодо покращення якості допомоги особам з цукровим діабетом і розроблена програма її реалізації в Європі. Подібні програми існують у більшості країн світу.
Тривалість життя пацієнтів збільшилась, вони перестали помирати безпосередньо від цукрового діабету. Успіхи діабетології останніх десятиліть дозволяють оптимістично дивитися на вирішення проблем, спричинених діабетом.

## Теми Всесвітнього дня
- 1991 р. — «Проблема діабету виходить в світ»
- 1992 р. — «Діабет: проблема всіх вíків і всіх країн»
- 1993 р. — «Дорослішаючи з діабетом»
- 1994 р. — «Діабет і старіння»
- 1995 р. — «Ціна невідання»
- 1996 р. — «Інсулін для життя»
- 1997 р. — «Глобальне усвідомлення — ключ до кращого життя»
- 1998 р. — «Діабет і права людини»
- 1999 р. — «Вартість діабету» (витрати на діабет)
- 2000 р. — «Діабет і якість життя у новому тисячолітті»
- 2001 р. — «Зменшення тягаря: діабет і серцево-судинні захворювання»
- 2002 р. — «Ваші очі і діабет: не забувайте про ризик»
- 2003 р. — «Діабет може вартувати вам нирок. Дійте негайно!»
- 2004 р. — «Боротьба з ожирінням запобігає діабету»
- 2005 р. — «Першочергова увага стопі — запобігання ампутації» (Діабет і догляд за ногами)
- 2006 р. — «Діабет: допомога — кожному!» (Діабет в обездолених та вразливих верств населення)
- 2007 р. — «Цукровий діабет у дітей та підлітків»
- 2008 р. — «Цукровий діабет у дітей та підлітків»
- 2009 р. — «Діабет, виникнення та профілактика»
- 2010 р. — «Діабет, виникнення та профілактика»
- 2011 р. — «Діабет, виникнення та профілактика»
- 2012 р. — «Діабет, виникнення та профілактика»
- 2013 р. — «Діабет, виникнення та профілактика»
- 2019 р. — «Діабет у родині» [Архівовано 10 листопада 2019 у Wayback Machine.]
- 2020р. — «Медична сестра і діабет»[1]
- 2021р. — «Доступ до лікування діабету»[2]